# ديك هولوب
ديك هولوب (بالإنجليزية: Dick Holub)‏ مواليد 29 أكتوبر 1921 في راسين - الوفاة 29 يوليو 2009، كان مدرب كرة سلة أمريكي ولاعب. بدأ مسيرته الاحترافية في سنة 1947. تم اختياره من قبل فريق نيويورك نيكس خلال الدرافت. حمل الرقم 11. بلغ طوله 6 قدم 6 بوصة (2.0 م). اعتزل اللعب في 1952.

## روابط خارجية
- ديك هولوب على موقع إن بي أي (الإنجليزية)
- ديك هولوب على موقع سبورتس رفرنس (الإنجليزية)
- ديك هولوب على موقع ريلجم (الإنجليزية)
- ديك هولوب على موقع بروبوليرز (الإنجليزية)